# 青螺科
青螺科（學名：Acmaeidae），本作青䗩螺科:44，又名笠贝科，是海洋软体动物腹足綱之下的一個斗笠形貝類:32的科。根據布歇特和洛克羅伊的腹足類分類 (2005年)，本科是青螺總科（Lottioidea）的成員。
中野智之及小澤智生 (2007)曾經基於分子分類學的研究基礎，認為蓮花青螺科與青螺科其實是同種異名，因而合併這兩個科，但其後他們發現實驗樣本可能受到污染，令實驗得出錯誤結論，因此回復了這兩個科的獨立地位。然而，不少文獻都未來得及恢復這兩個科，仍然保持這兩個科物種合併:32。

### 分類
本科在1997年的腹足綱分類表屬於笠形腹足目花笠螺亚目（Nacellina）的青螺总科（Acmaeoidea）。根據2005年布歇特和洛克羅伊的腹足類分類的笠形腹足類支序，原笠形腹足目變成了笠形腹足類支序，花笠螺亚目，而本科亦改歸蓮花青螺總科（Lottioidea）。
在生物多樣性方面，本科較同屬蓮花青螺總科成員的蓮花青螺科 Lottiidae更豐富。本科物種可分為下列三個亞科：
- 青螺亞科 Acmaeinae Forbes, 1850
- 梳齒笠螺亞科[9]Pectinodontinae Pilsbry, 1891
- Rhodopetalinae亞科 Lindberg（英语：David R. Lindberg）, 1981